# Jamník (district de Liptovský Mikuláš)
Pour les articles homonymes, voir Jamník.
Jamník (hongrois : Jamnik) est un village de Slovaquie situé dans la région de Žilina.

## Histoire
La première mention écrite du village date de 1346.

## Démographie

### Évolution de la population
| Année:               | 1994. | 2004.    | 2014.   | 2024.   |
| -------------------- | ----- | -------- | ------- | ------- |
| Nombre de personnes: | 372   | 424      | 459     | 462     |
| Différence:          |       | +13,97 % | +8,25 % | +0,65 % |

| Année:               | 2023. | 2024.   |
| -------------------- | ----- | ------- |
| Nombre de personnes: | 465   | 462     |
| Différence:          |       | -0,64 % |